# Amenta Matthew
Amenta Matthew (24 juin 1952, Majuro) est une personnalité politique marshallaise.
Lors de l'élection générale marshallaise du 19 novembre 2007 (en), elle est élue au Nitijeļā en l'emportant face au sortant Hiroshi Yamamura. Elle est nommée ministre de la santé, après douze ans sans qu'aucune femme n'ait été ministre aux Îles Marshall.
En 2011, elle perd son siège au Nitijeļā après le décompte des votes par correspondance des électeurs vivant aux États-Unis.
En 2015, elle gagne de nouveau son siège. Lors de cette même élection, son fils Sherwood Tibon est lui aussi élu. En février 2016, elle est nommée ministre de l'Intérieur par la présidente Hilda Heine.